# Contea di Bradley (Arkansas)
La contea di Bradley, in inglese Bradley County, è una contea dello Stato dell'Arkansas, negli Stati Uniti. La popolazione al censimento del 2000 era di 12 600 abitanti. Il capoluogo di contea è Warren.

## Geografia fisica
La contea si trova nella parte centro-meridionale dell'Arkansas. L'U.S. Center Bureau certifica che l'estensione della contea è di 1695 km², di cui 1685 km² composti da terra e i rimanenti 10 km² composti di acqua.

### Contee confinanti
- Contea di Cleveland (Arkansas) - nord
- Contea di Drew (Arkansas) - est
- Contea di Ashley (Arkansas) - sud-est
- Contea di Union (Arkansas) - sud-ovest
- Contea di Calhoun (Arkansas) - ovest

## Principali strade ed autostrade
- U.S. Highway 278
- Highway 4
- Highway 8
- Highway 15
- Highway 160
- Highway 189

## Storia
La contea di Bradley fu costituita il 18 dicembre 1840.

## Città e paesi
- Banks
- Hermitage
- Warren